# 루이 다캥
루이 다캥(프랑스어: Louis Daquin, 1908년 5월 20일~1980년 10월 2일)은 프랑스의 영화 감독, 시나리오 작가, 배우이다. 그는 1938년부터 1963년까지 총 14편의 영화를 감독했으며 1937년부터 1979년 사이에 총 11편의 영화에 출연하기도 했다.

## 필모그래피
- The Man from Nowhere (1937)
- Portrait of Innocence (1941)
- Strange Inheritance (1943)
- First on the Rope (1944)
- Patrie (1946)
- The Bouquinquant Brothers (1947)
- Mystery Trip (1947)
- Daybreak (1949)
- The Perfume of the Lady in Black (1949)
- Skipper Next to God (1951)
- Bel Ami (1955)
- Ciulinii Bărăganului (1958) (co-director, with Gheorghe Vitanidis)
- The Opportunists (1959)
- La Foire aux cancres (1963)